# 윤단
윤박(尹搏, 1628년 ~ 1675년 5월 4일)은 조선 후기의 학자로, 매촌미정유고(梅村未定遺稿)를 저술하였다. 본관은 파평 윤씨이며, 자는 자상(子上), 호는 매촌(梅村)이다. 윤문거와 평창 이씨(平昌李氏) 사이의 아들로 윤황의 손자이다. 기록에 따라 '윤박'이 아닌 '윤단(尹摶)'으로 읽기도 한는데 묘비는 윤박(尹搏)이다.

## 생애
1628년 수원 고등리에서 윤문거와 평창 이씨의 장남로 태어났다. 윤박은 어려서부터 조부 윤황(尹煌)에게 글을 배웠고 17살이 된 1645년에 송시열의 문인으로 입문하여 훗날 그의 사위가 되었다.
윤박은 과거에 떨어지자 학문에만 열중하였으며, 음식도 받지 않았다. 그는 장인 송시열과 4촌 형제 윤증 사이에 화의를 맺게 하려 노력했으나 실패하고 1675년 5월 4일 사망하였다. 묘는 충남 부여군 초촌면 응평리에 있다.

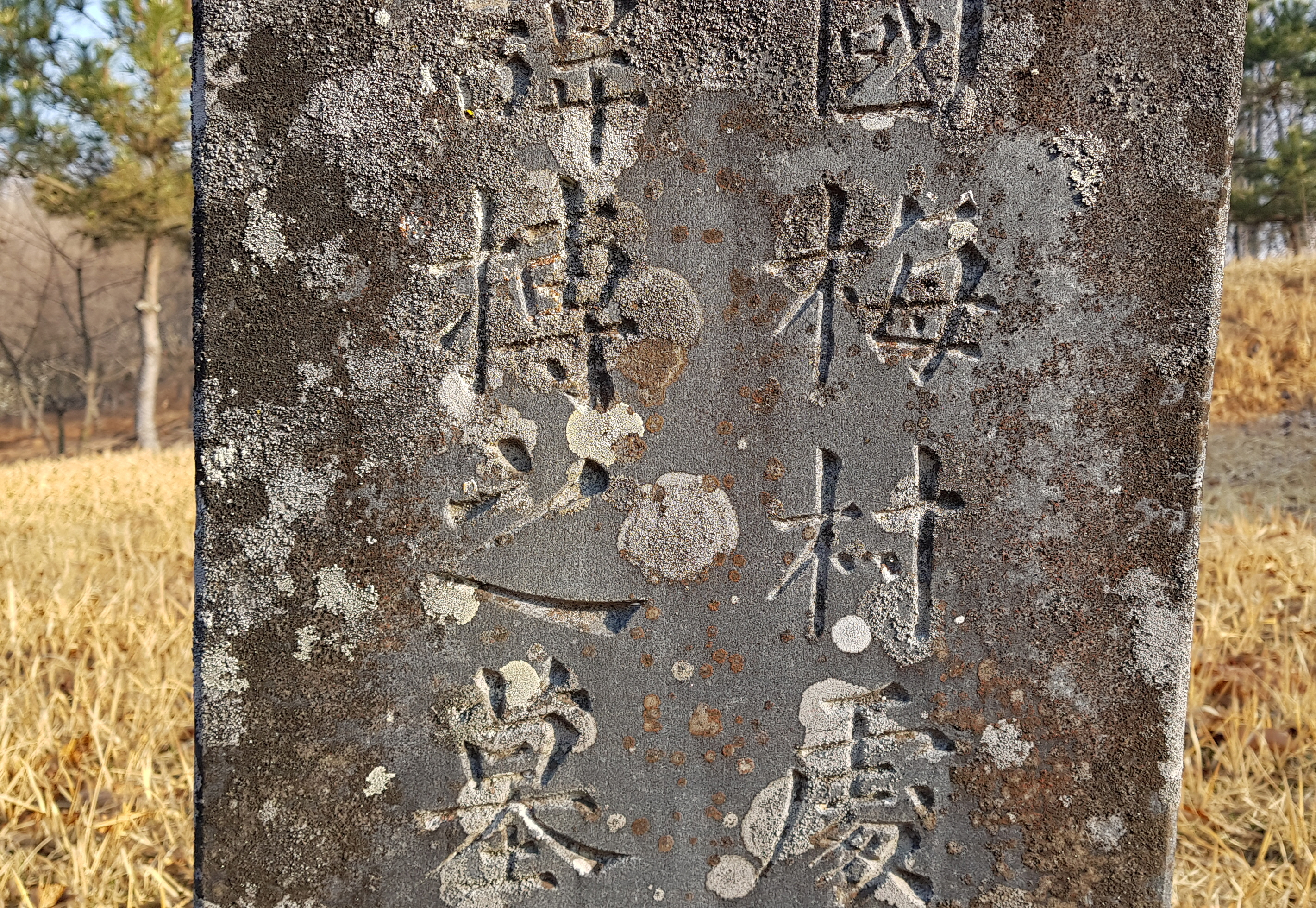

## 가족
- 증조: 윤창세(尹昌世)
- 조부: 윤황(尹煌)
- 부친: 윤문거(尹文舉)
- 모친: 평창 이씨
  - 처: 은진 송씨, 송시열의 딸
    - 아들: 윤은교(尹殷敎, 1659년~1680년)
    - 아들: 윤주교(尹周敎, 1673년~1728년)
      - 손자: 윤동일(尹東一, 1695년~1718년)(윤은교의 양자로 감)
      - 손자: 윤동질(尹東質, 1697년~1773년)

## 저서
- 매촌미정유고(梅村未定遺稿)

## 같이 보기
- 윤석열의 가족